# مارثا ماسون
مارثا ماسون (بالإنجليزية: Martha Mason)‏ هي كاتِبة أمريكية، ولدت في 31 مايو 1937، وتوفيت في 4 مايو 2009.

## وصلات خارجية
- مارثا ماسون على موقع IMDb (الإنجليزية)